# Щебжешин (гмина)
Щебжешин (пол. Szczebrzeszyn) — гмина (волость) в Польше, входит как административная единица в Замойский повет, Люблинское воеводство. Население — 12 134 человека (на 2004 год).

## Сельские округа
1. Бодачув
2. Броды-Дуже
3. Броды-Мале
4. Кавенчин
5. Кавенчинек
6. Конты-Друге
7. Конты-Первше
8. Липовец
9. Недзелиска
10. Недзелиска-Колёня
11. Велёнча
12. Велёнча-Колёня
13. Велёнча-Подуховна

## Прочие поселения
1. Альва
2. Борек
3. Броды-Старе
4. Халупки
5. Хмельник
6. Чарны-Выгон
7. Домки
8. Дорошевщызна
9. Двур
10. Гура
11. Кемпа
12. Комасацья
13. Марынувка
14. Млын-Кавенчиньски
15. Паствиска
16. Пясек
17. Подборек
18. Поплавы
19. Пшимярки
20. Сады
21. Стара-Весь
22. Шелехы
23. Шлякувка
24. Сьродек
25. Вулька
26. Вымыслувка
27. Загура
28. Жоры

## Соседние гмины
1. Гмина Нелиш
2. Гмина Радечница
3. Гмина Сулув
4. Гмина Замость
5. Гмина Звежинец